# 根土蝽
根土蝽（Schiodtella formosanus），俗名地臭虫，是土蝽科根土蝽属的一种地下害虫。分布在中国的华北、东北、西北及台湾。寄主于小麦、玉米、谷子、高粱及禾本科杂草，食性较窄,但为害较为严重。成虫、若虫以口针刺吸寄主根部的营养。
其种加词“formosanus”意为“台湾的”。